# Karl Renner
Karl Renner ( [kaʁl ˈʀɛnɐ] (ajuda·info); Dolní Dunajovice, Áustria-Hungria, 14 de dezembro de 1870 — Viena, 31 de dezembro de 1950) foi presidente da Áustria, de 20 de dezembro de 1945 a 31 de dezembro de 1950.

## Vida
Foi um político austríaco do Partido dos Trabalhadores Social-democratas da Áustria. Ele é frequentemente referido como o "Pai da República" porque liderou o primeiro governo da Áustria-Alemanha e da Primeira República Austríaca em 1919 e 1920, e foi mais uma vez decisivo no estabelecimento da atual Segunda República após a queda da Alemanha nazista em 1945, tornando-se seu primeiro presidente após a Segunda Guerra Mundial (e quarto no geral).
Ele morreu no dia 31 de dezembro de 1950, um domingo e foi sepultado no Cemitério Central de Viena em janeiro de 1951.